# Liste des partis politiques au Rwanda

## Partis légalisés
- Front patriotique rwandais (FPR)
- Mouvement démocratique républicain (MDR)
- Parti démocrate centriste (PDC)
- Parti démocratique islamique (Rwanda) (PDI)
- Parti socialiste rwandais (PSR)
- Union démocratique du peuple rwandais (UDPR)
- Parti social-démocrate (PSD)
- Parti libéral (PL)
- Parti pour le progrès et la concorde (PPC)
- Parti social imberakuri (créé en 2008)
- Parti démocratique idéal

## Partis non légalisés
- Parti pour le renouveau démocratique (Rwanda) (PRD)
- Forces démocratiques unifiées (Rwanda) (2006)
- Parti vert démocratique du Rwanda (PVD, créé en 2009)

## Partis dissous
- Parmehutu (Parti du mouvement de l’émancipation hutu, 1957-1973)
- Mouvement révolutionnaire national pour le développement (MRND, 1975-1994)
- Alliance rwandaise pour l'unité nationale (1979-1987)
- Coalition pour la défense de la République (1992-1994)